# Paper Lace
Paper Lace — британская поп-группа, образовавшаяся в 1969 году в Ноттингеме, Англия. Первую известность коллективу принёс хит «Billy Don’t Be a Hero», в марте 1974 года возглавивший британские чарты; за ним последовал «The Night Chicago Died», ставший хитом #1 в США (#3 UK). В 1975 году группа исчезла из поля зрения критики, затем появилась вновь с версией спиричуэла «We’ve Got the Whole World in Our Hands», записанной при участии футболистов «Ноттингем Форест» (и неожиданно ставшей хитом в Голландии), после чего распалась окончательно. Вокалист Филип Райт в 1997 году стал участником группы Sons and Lovers; иногда он появляется на сцене и как Philip Wright’s Paper Lace.

## Дискография

### Студийные альбомы
- First Editon (1972)
- Paper Lace and Other Bits of Material (1974)

### Синглы
- 1971 — «You Can’t Touch Me»…/«I’ve Got You That’s Enough For Me»
- 1971 — «In The Morning.(Morning Of My Life)»…/«Elsie»
- 1973 — «Raggamuffin Man»…/«Martha.(Whatever Happened)»
- 1974 — «Billy Don’t Be A Hero»…/«Celia»…
- 1974 — «The Night Chicago Died»…/«Can You Get It When You Want It»
- 1974 — «The Black Eyed Boys»…/«Jean»
- 1975 — «Hitchin' A Ride’75»…/«Love You’re A Long Time Coming»
- 1975 — «So What If I am»…/«Himalayan Lullaby»